# Resultados do Carnaval do Rio de Janeiro em 1945
Nesta página está listado o resultado do concurso de escolas de samba do carnaval do Rio de Janeiro do ano de 1945. Não foram realizados os concursos de ranchos carnavalescos e de sociedades carnavalescas.
Com a efetiva participação do Brasil na Segunda Guerra Mundial, a Prefeitura do Distrito Federal do Brasil não apoiou a realização de eventos carnavalescos e não destinou verba para as agremiações. A imprensa, que era contrária à realização do evento, não cobriu os desfiles, que ficaram sem maiores registros ou informações oficiais. Também contribuiu para que houvesse pouca cobertura sobre os resultados o fato de ter ocorrido, durante o evento, o assassinato do sambista José de Oliveira, conhecido como Matinada, o que dominou a atenção da mídia nos dias seguintes. Assim como nos anos anteriores, o desfile das escolas de samba foi organizado e patrocinado pela Liga da Defesa Nacional (LDN) e pela União Nacional dos Estudantes (UNE).
Portela foi a campeã, conquistando seu sétimo título no carnaval carioca, sendo o quinto consecutivo. A escola apresentou o enredo "Brasil Glorioso", elaborado pela Liga da Defesa Nacional. O samba apresentado no desfile teve autoria de Boaventura dos Santos, o Ventura. Assim como no ano anterior, motivos patrióticos foram mostrados no desfile, seguindo a linha de enredos nacionalistas sugeridos pela LDN. A Estação Primeira de Mangueira ficou com o vice-campeonato.

## Escolas de samba
O desfile das escolas de samba do Rio de Janeiro de 1945 foi realizado uma semana antes do carnaval, no domingo, dia 11 de fevereiro do mesmo ano, no Estádio de São Januário. Como vinha ocorrendo desde 1943, a Prefeitura do Distrito Federal do Brasil não apoiou a realização de eventos carnavalescos e não destinou verba para as agremiações. Mais uma vez, o evento foi organizado e patrocinado pela Liga da Defesa Nacional (LDN) e pela União Nacional dos Estudantes (UNE).

### Julgadores
A comissão julgadora foi formada por membros da Liga de Defesa Nacional e da União Nacional dos Estudantes.

### Classificação
São poucos os registros ou informações oficiais, visto que a imprensa da época não cobriu o evento por ser contra a realização do carnaval durante o envolvimento do Brasil na Segunda Guerra Mundial. Sabe-se que oito escolas desfilaram, sendo que Portela foi a campeã e Estação Primeira de Mangueira ficou com o vice-campeonato, resultado que se repetia desde 1943. Depois Eu Digo e Cada Ano Sai Melhor também desfilaram. Numa briga entre componentes das duas escolas, o sambista José de Oliveira, conhecido como Matinada, foi assassinado.
A Portela conquistou seu sétimo título no carnaval carioca, sendo o quinto consecutivo. A escola apresentou o enredo "Brasil Glorioso", elaborado pela Liga da Defesa Nacional. O samba apresentado no desfile teve autoria de Boaventura dos Santos, o Ventura. Assim como no ano anterior, motivos patrióticos foram mostrados no desfile, seguindo a linha de enredos nacionalistas sugeridos pela LDN.
| Col. | Escola                        | Enredo           | Carnavalesco(a)         |
| ---- | ----------------------------- | ---------------- | ----------------------- |
| 1    | Portela                       | Brasil Glorioso  | Liga da Defesa Nacional |
| 2    | Estação Primeira de Mangueira | A Nossa História | Armando Silva           |